# NGC 2534
NGC 2534 (również PGC 23024 lub UGC 4268) – galaktyka eliptyczna (E1/P), znajdująca się w gwiazdozbiorze Rysia. Odkrył ją William Herschel 18 marca 1790 roku.